# Мартіросов Роллан Гургенович
Роллан Гурге́нович Мартіросов (вірм. Ռոլանդ Գուրգենի Մարտիրոսյան; 6 жовтня 1935, Москва — 27 лютого 2020, Москва) — авиаконструктор, Герой Праці Російської Федерації (2017).

## Біографія
Народився 6 жовтня 1935 року в Москві.
- У 1959 році закінчив Московський авіаційний інститут. Тоді ж розпочав трудову діяльність у ДКБ-51 Міністерства авіаційної промисловості СРСР, у відділі перспективних проєктів.
- У період 1962—1963 роки очолював розробку бомбардувальника, що вертикально злітав.
- У 1985 році призначений технічним керівником робіт зі встановлення світових рекордів літаком П-42, які увінчалися встановленням 27 світових рекордів.
- У 1991 році вступив на посаду головного конструктора фронтового бомбардувальника Су-34 (літак уже проходив льотні випробування з 13.04.1990).
- У 2017 році Міністерство оборони РФ отримало 16 нових Су-34; їх загальна кількість у ВКС РФ становила 110 літаків.

Помер у Москві 27 лютого 2020.

## Нагороди
- Закритим Указом Президента РФ від 2017 року присвоєно звання Героя Праці Російської Федерації.
- Орден Дружби (1999)
- Орден Олександра Невського (2016)[8]
- Орден «Знак Пошани»
- Почесний авіабудівник СРСР